# Margo Rukun (Senyerang)
Margo Rukun is een bestuurslaag in het regentschap Tanjung Jabung Barat van de provincie Jambi, Indonesië. Margo Rukun telt 2357 inwoners (volkstelling 2010).